# 紅色2G

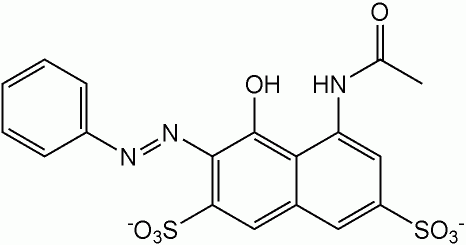
紅色2G

紅色2G（紅2G）是一种色素。

## 用途
紅色2G用於食用色素，其E編碼為E128。

## 健康問題
這是其中一種Hyperactive Children's Support Group建議不用於兒童膳食中的食用色素。
歐聯的歐洲食物安全管理局近期確認紅色2G有潛在致癌可能因為身體在消化紅色2G時會將之轉化為苯胺。